# Eriphioides purpurinus
Eriphioides purpurinus är en fjärilsart som beskrevs av Paul Dognin 1923. Eriphioides purpurinus ingår i släktet Eriphioides och familjen björnspinnare. Inga underarter finns listade i Catalogue of Life.